# 妨害国境卫生检疫罪
妨害国境卫生检疫罪是《中华人民共和国刑法》第三百三十二条所规定的罪名。该罪名是指违反国境卫生检疫规定，引起检疫传染病传播或者有传播严重危险的行为。

## 现行法律条文
违反国境卫生检疫规定，引起检疫传染病传播或者有传播严重危险的，处三年以下有期徒刑或者拘役，并处或者单处罚金。
单位犯前款罪的，对单位判处罚金，并对其直接负责的主管人员和其他直接责任人员，依照前款的规定处罚。
 — 《中华人民共和国刑法》第三百三十二条

## 历史
妨害国境卫生检疫罪的确立源于1957年12月23日公布实施的《中华人民共和国国境卫生检疫条例》。该条例第7条规定：
如果因违反本条例和本条例实施规则而引起检疫传染病的传播，或者有引起检疫传染病传播的严重危险，人民法院可以根据情节轻重依法判处二年以下有期徒刑或者拘役，并处或者单处一千元以上五千元以下罚金。
1979年公布之《中华人民共和国刑法》引用了《国境卫生检疫条例》的规定，列为该法第178条法律。同时将最高可判刑期由2年提升至3年，并将所处罚金的规定改为“可以并处或单处罚金”。
1997年公布之《刑法》关于该罪的法律改为第332条，在保留1979年《刑法》第178条的基础上，增加了关于单位犯罪的规定。

## 应用
妨害国境卫生检疫罪仅适用于《国境卫生检疫法》所规定的检疫传染病，现行版本中规定的检疫传染病包括鼠疫、霍乱和黄热病，以及国务院确定和公布的其他检疫传染病。
2020年前，适用此罪名定案的案例极少。同年3月13日，最高人民法院、最高人民检察院、公安部、司法部、海关总署联合制定了《关于进一步加强国境卫生检疫工作 依法惩治妨害国境卫生检疫违法犯罪的意见》，对妨害国境卫生检疫罪的适用做了进一步的明确。《意见》规定，实施下列行为之一，且引起鼠疫、霍乱、黄热病以及国务院确定和公布的其他检疫传染病传播或者有传播严重危险的，以妨害国境卫生检疫罪定罪处罚：
1. 检疫传染病染疫人或者染疫嫌疑人拒绝执行海关依照国境卫生检疫法等法律法规提出的健康申报、体温监测、医学巡查、流行病学调查、医学排查、采样等卫生检疫措施，或者隔离、留验、就地诊验、转诊等卫生处理措施的；
2. 检疫传染病染疫人或者染疫嫌疑人采取不如实填报健康申明卡等方式隐瞒疫情，或者伪造、涂改检疫单、证等方式伪造情节的；
3. 知道或者应当知道实施审批管理的微生物、人体组织、生物制品、血液及其制品等特殊物品可能造成检疫传染病传播，未经审批仍逃避检疫，携运、寄递出入境的；
4. 出入境交通工具上发现有检疫传染病染疫人或者染疫嫌疑人，交通工具负责人拒绝接受卫生检疫或者拒不接受卫生处理的；
5. 来自检疫传染病流行国家、地区的出入境交通工具上出现非意外伤害死亡且死因不明的人员，交通工具负责人故意隐瞒情况的；
6. 其他拒绝执行海关依照国境卫生检疫法等法律法规提出的检疫措施的。

### 与妨害传染病防治罪的区别
尽管妨害国境卫生检疫罪与妨害传染病防治罪有相似之处，均为关于传染病防治的犯罪，均属于法定犯、实害犯、危险犯和过失犯，但两罪也有明显区别。妨害传染病防治罪的构成要件行为主体需实施妨害传染病防治罪的四种法定行为之一，引起甲类传染病传播或者传播严重危险；而妨害国境卫生检疫罪的构成要件行为主体需违反国境卫生检疫规定，引起检疫传染病的传播或者有传播严重危险。在行为主体上，妨害传染病防治罪的行为主体是一切单位和个人；妨害国境卫生检疫罪的行为主体则是出入境的旅客、出入境交通工具的员工、负责人，国境口岸的有关单位或者其直接负责的主管人员或者直接责任人员以及国境口岸交通工具的负责人等出入国境的自然人或单位。在两罪规制的传染病范围上，妨害传染病防治罪规制的传染病范围是甲类传染病以及按照《传染病防治法》采取甲类传染病的预防、控制措施的传染病；妨害国境卫生检疫罪规制的传染病范围是检疫传染病。在司法实践中，实务机关将结合嫌疑人的犯罪情节，对法条竞合的犯罪行为择一重罪从重处罚。

### 2019冠状病毒病疫情
2020年1月，随着2019冠状病毒病在中国大陆开始暴发，1月20日国家卫健委将该疾病纳入《中华人民共和国国境卫生检疫法》规定的检疫传染病管理。同年3月13日，随着《关于进一步加强国境卫生检疫工作 依法惩治妨害国境卫生检疫违法犯罪的意见》出台，对违反国境卫生检疫规定，引起病毒传播或者有传播严重危险的，以妨害国境卫生检疫罪定罪处罚。此时2019冠状病毒病开始在全球范围暴发，中国大陆境内疫情趋于向好。惩治妨害国境卫生检疫罪的目的是防止疫情境外输入，以此更好实施“外防输入、内防反弹”的防控策略。
2022年12月26日深夜，国家卫健委宣布，自2023年1月8日起，新型冠状病毒感染不再纳入《中华人民共和国国境卫生检疫法》规定的检疫传染病管理。2023年1月7日，最高人民法院、最高人民检察院、公安部、司法部、海关总署联合出台《关于适应新阶段疫情防控政策调整依法妥善办理相关刑事案件的通知》。自1月8日起对新型冠状病毒感染不再纳入检疫传染病管理之日起，对违反新型冠状病毒感染国境卫生检疫规定的行为，不再以妨害国境卫生检疫罪定罪处罚。目前正在办理的相关案件，依照中华人民共和国刑法、刑事诉讼法相关规定，及时妥善处理。犯罪嫌疑人、被告人处于被羁押状态的，各办案机关应当依法及时解除羁押强制措施；涉案财物被查封、扣押、冻结的，应当依法及时解除。

## 案例
| 涉案主体   | 最后披露情况 | 情节描述 |
| ---------- | --- | --- |
| 丁某某     | 2020年3月31日，公安机关对丁某某采取取保候审强制措施。                                                           | 丁某某是伊朗穆斯塔法大学学生。2020年2月19日，丁某某从伊朗出发，先后在莫斯科、上海、兰州等地停留并换乘交通工具，抵达中卫后被送至中卫大酒店隔离。丁某某曾自述其在旅途期间出现症状，在上海入境填写《入境健康申明卡》时并未如实申报，隐瞒自身症状，致使上海海关在其入境时未能及时采取管控措施。2月26日被确诊。丁某某的行为引起病毒传播严重风险，造成了上海、兰州、中卫等地共200余名密切接触者被隔离的严重后果。 |
| 余某、唐某 | 2021年1月21日，上海市松江公安分局以涉嫌妨害国境卫生检疫罪将余某、唐某移送松江区人民检察院审查起诉。             | 余某、唐某均为赴菲律宾务工人员。2020年8月30日、9月3日，余某、唐某先后2次进行核酸检测，结果均为阳性。为了躲避疫情尽快回国，9月7日，二人通过中介，花钱购买伪造的核酸检测阴性证明，并以伪造证明向使馆隐瞒疫情，骗领绿色健康码。9月9日，二人乘坐中国东方航空MU212航班抵达浦东国际机场，入境后核酸检测呈阳性，随即被送往隔离点隔离观察。9月10日确诊后，被送往上海市公共卫生临床中心治疗。 |
| 刘某等三人 | 2021年1月14日，连云港海关缉私分局向检察机关移送审查起诉。                                                       | 2020年9月14日，江苏某农业产业园发展有限公司向连云港海关申报进口一票冻尖吻平鲉，共计4个冷冻集装箱。9月18日上午，连云港海关对1、2号集装箱货物取样进行病毒检测。当天下午，某公司员工周某在明知货物病毒检测结果尚未作出，海关尚未下达放行指令，不得向货主及其代理人交付涉案货物的情况下，擅自开具作为提货唯一凭证的出门证，将之交付给袁某。刘某、袁某使用违法开具的出门证，安排司机将未取样送检的3、4号集装箱提走，并拆箱在甲公司冷库堆放。最终该票货物因病毒抽检结果呈阳性被全部销毁。司机、搬运工等多人因接触该批货物被隔离，后经核酸检测均为阴性。                                                                                           |
| 曹某保     | 2021年11月17日，广西凭祥市人民法院以妨害国境卫生检疫罪判处曹某有期徒刑2年，缓刑3年，并处罚金人民币20万元。      | 2021年4月，曹某保一行5人从广西凭祥市友谊关口岸出境至越南，在越南完成隔离后先后到越南多地考察，期间曹某保发病，便委托陪同考察的越南工作人员购买感冒药，自行服用后体温恢复正常。而其入住隔离酒店有数名员工也被确诊。4月28日，曹某保回国，在入境口岸未如实填报健康申明卡，隐瞒其在入境越南后隔离期间所入住酒店存在多例确诊病例、其出现发热等相关临床表现等事实，且在酒店集中隔离观察时违反隔离防疫要求，私自离开隔离房间与朋友接触。其不如实填报的行为造成459人被集中及延期进行隔离医学观察，产生直接经济损失；另造成友谊关海关口岸现场工作人员共计29人被要求居家隔离14天。                                                                    |
| 黄某某     | 2021年1月15日，上海市浦东新区人民法院以妨害国境卫生检疫罪判处黄某某有期徒刑1年，缓刑1年，并处罚金人民币2000元。 | 2020年12月16日，黄某某在明知自己为感染者的情况下，委托他人将血清检测报告结果改为阴性，并用改后的血清检测报告骗领健康码，于12月18日乘坐航班从莫斯科飞抵上海浦东国际机场入境。黄某某入境后在《入境健康申明卡》上仍隐瞒病情，后经入境防疫检测及上海市公共卫生临床中心确诊为感染者。 |
| 王某       | 2021年某月某日，上海市第三中级人民法院以妨害国境卫生检疫罪判处王某拘役6个月，缓刑6个月，并处罚金人民币2000元。  | 2021年5月6日，王某从意大利博洛尼亚乘坐航班前往荷兰阿姆斯特丹。同日在中国驻荷兰大使馆指定机构进行核酸和血清IgM抗体检测，其后核酸结果为阳性。为方便违规乘机，王某指使他人将核酸检测证明改为阴性，将证明日期改为同年5月15日，并以该证明向大使馆骗领带有“HDC”标识的健康状况声明书二维码。5月18日，王某从阿姆斯特丹国际机场搭乘航班飞抵上海浦东国际机场。其入境时在填报《健康申明卡》时隐瞒自己核酸检测阳性的事实。入境后现场核酸检测结果呈阳性，遂于当日被送往上海市浦东医院，确诊后于5月20日被转送至上海市公卫中心接受治疗。王某在被治疗、隔离期间，如实供述自己的犯罪事实，并主动向侦查机关提供了检测报告等书证，系坦白，符合从轻处罚的条件。 |